# Jüdischer Friedhof (Neustadt an der Weinstraße)

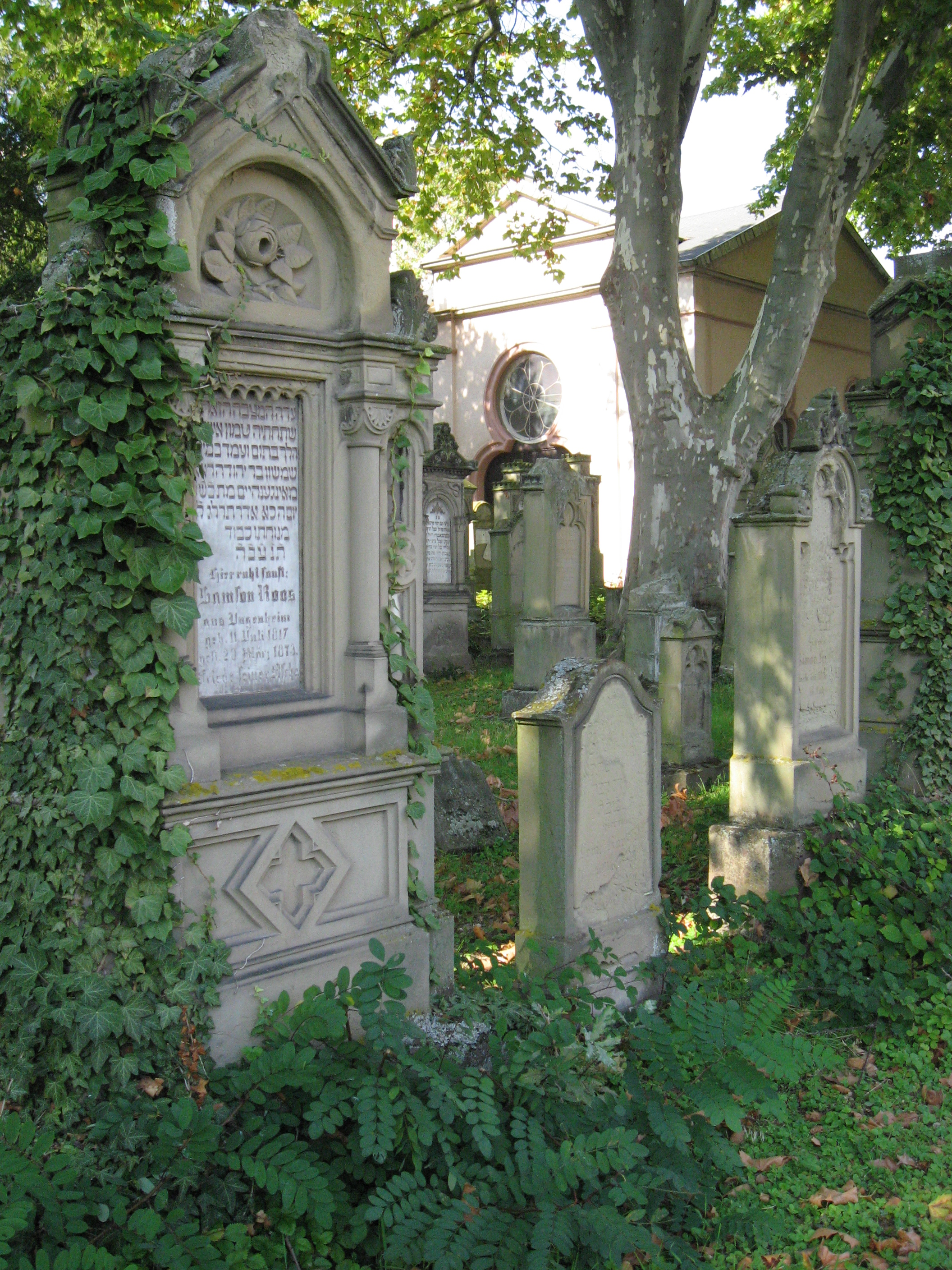
Jüdischer Friedhof in Neustadt an der Weinstraße

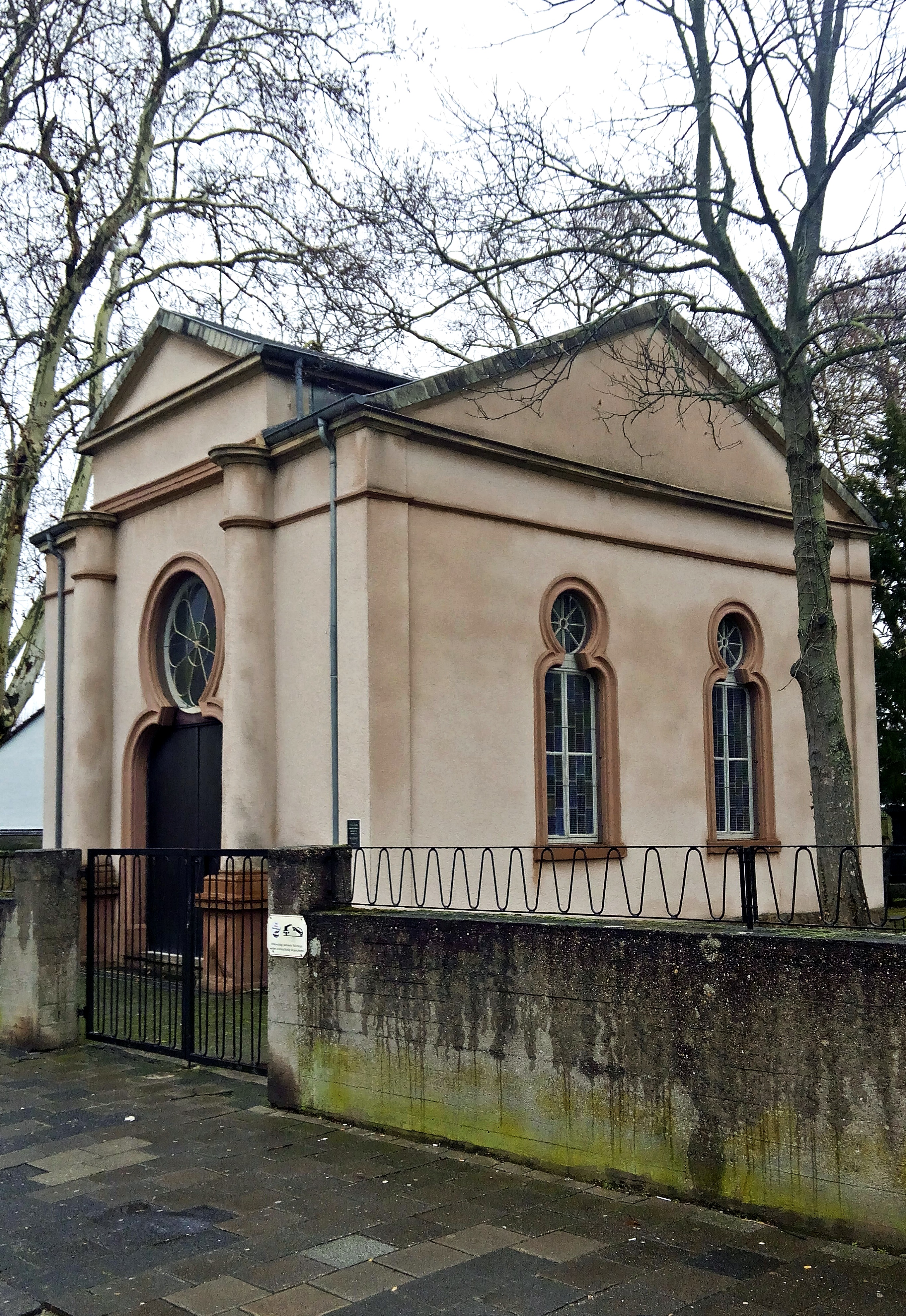
Trauerhalle

Der Jüdische Friedhof Neustadt an der Weinstraße befindet sich an der Robert-Stolz-Straße / Ecke Harthäuserweg in Neustadt an der Weinstraße, einer Stadt in Rheinland-Pfalz.
Der Friedhof ist ein geschütztes Kulturdenkmal. Er wurde 1862 angelegt, 1922 erweitert und wird heute noch belegt. Der Gedenkstein auf dem Friedhof mit der Inschrift Den Opfern aus der Pfalz zum Gedenken wurde ursprünglich 1954 auf dem Platz der 1938 zerstörten Synagoge aufgestellt. Der Friedhof hat eine Fläche von 48,50 Ar und etwa 540 Grabsteine sind noch vorhanden.
Die Trauerhalle vom Architekten Matthias Lichtenberger, die zwischen 1885 und 1891 im orientalisierenden Stil erbaut wurde, ist noch erhalten.